# دانيال ريدموند
دانيال ريدموند (بالإنجليزية: Daniel Redmond)‏ هو لاعب كرة قدم بريطاني في مركز الوسط، ولد في 2 مارس 1991 في ليفربول في المملكة المتحدة. لعب مع نادي إيفرتون ونادي كارلايل يونايتد وهاميلتون أكاديميكال وويغان أتلتيك.

## وصلات خارجية
- دانيال ريدموند على موقع الاتحاد الأوربي (الإنجليزية)
- دانيال ريدموند على موقع قاعدة بيانات كرة القدم.إي يو (الإنجليزية)
- دانيال ريدموند على موقع Soccerbase.com (لاعب) (الإنجليزية)
- دانيال ريدموند على موقع Soccerway.com (الإنجليزية)
- دانيال ريدموند على موقع عالم كرة القدم.نت (الإنجليزية)
- دانيال ريدموند على موقع AS.com (الإسبانية)